# 1819 Лапута
1819 Лапута (1819 Laputa) — астероїд головного поясу, відкритий 9 серпня 1948 року.
Тіссеранів параметр щодо Юпітера — 3,042.
Назву отримав від вигаданого летючого острова з книги Мандри Гуллівера Джонатана Свіфта.